# Gran Premio Palio del Recioto 2005
Il Gran Premio Palio del Recioto 2005, quarantaquattresima edizione della corsa e valida come evento dell'UCI Europe Tour 2005 categoria 1.2, si svolse il 29 marzo 2005 su un percorso di 135 km. Fu vinto dal bielorusso Andrėj Kunicki che terminò la gara in 3h45'00", alla media di 36 km/h.

## Ordine d'arrivo (Top 10)
| Pos. | Corridore          | Squadra      | Tempo    |
| ---- | ------------------ | ------------ | -------- |
| 1    | Andrėj Kunicki     | Palazzago    | 3h45'00" |
| 2    | Miculà Dematteis   | Zalf-Désirée | s.t.     |
| 3    | Riccardo Riccò     | Grassi-Pant. | a 1"     |
| 4    | Luigi Sestili      | Palazzago    | s.t.     |
| 5    | Janez Brajkovič    | Adria Mobil  | s.t.     |
| 6    | Carlo Scognamiglio | Bergamasca   | s.t.     |
| 7    | Miha Švab          | Adria Mobil  | s.t.     |
| 8    | Roman Kreuziger    | Pilsen       | s.t.     |
| 9    | Cristiano Salerno  | Bottoli      | s.t.     |
| 10   | Branislaŭ Samojlaŭ | Palazzago    | s.t.     |